# Gyarmati Anikó
Gyarmati Anikó, névváltozat: Gyarmathy (Pilisborosjenő, 1908. április 17. – Budapest, 1998. május 29.) magyar színésznő, érdemes művész.

## Életpályája
1908. április 17-én született Pilisborosjenőn. Színészi diplomáját 1928-ban szerezte az Országos Magyar Királyi Színművészeti Akadémián. Pályáját az Országos Kamara Színházban kezdte, melyet Alapi Nándor igazgatott, az előadásaikat vidéken tartották. 1933-tól az Új Színpadon, 1936-tól a Bethlen Téri Színházban lépett színpadra. 1941-től nem volt éves szerződésben.
1945-től a Nemzeti Színház, 1948-tól a Madách Színház, 1949-től az Úttörő Színház színésznője volt. 1950-től a győri székhelyű Dunántúli Népszínház tagja volt. 1952-től Budapesten a Magyar Néphadsereg Színházában, 1956-tól a József Attila Színházban, 1957-től az Irodalmi Színpadon lépett fel, majd 1960-tól a Miskolci Nemzeti Színház művésznője volt. 1962-től 1969-ig, nyugdíjba vonulásáig ismét a Nemzeti Színháznak volt tagja.
Nyugdíjas művészként a Thália Színházban szerepelt, versmondóként is vállalt fellépéseket. 1978-ban Érdemes Művész díjat kapott.

## Fontosabb színházi szerepeiből
- Molière: Fösvény... Fruzsina
- Makszim Gorkij: Vássza Zseleznova... Vássza Zseleznova
- Nyikolaj Vasziljevics Gogol: Leánynéző... Arina
- Federico García Lorca: Marianita... Soror Carmen
- Lope de Vega: A kertész kutyája... Anarda, Diana szolgálója
- Friedrich Schiller: Ármány és szerelem... Lady Milford
- Friedrich Schiller: Tell Vilmos... Armgart
- William Shakespeare: Macbeth... Lady Macbeth udvarhölgye
- Victor Hugo: A királyasszony lovagja... D'Albuquerque hercegnő
- George Bernard Shaw: Fanny első színdarabja... Knoxné
- Bertolt Brecht: A vágóhidak Szent Johannája... első asszony
- Lev Nyikolajevics Tolsztoj: Szellemesek (A felvilágosodás gyümölcsei)... hölgy
- Vlagyimir Vlagyimirovics Majakovszkij: Gőzfürdő... Olympia Remington, gépírónő
- Harriet Beecher Stowe: Tamás bátya kunyhója... Shelbyné
- Jean Anouilh: Találka Párizs mellett... szobalány
- Max Brod: Amerika... családanya
- Jókai Mór: A kőszívű ember fiai... Baradlayné
- Móricz Zsigmond: Sári bíró... Terka
- Móricz Zsigmond: Nem élhetek muzskaszó nélkül... Pepi néni
- Heltai Jenő: A tündérlaki lányok... Malvin néni
- Háy Gyula: Az élet hídja... Szádváryné, espressotulajdonos
- Németh László: II. József... Claryné
- Darvas József: Kormos ég... Joó néni
- Darvas József: Hajnali tűz... Bónis Lajosné
- Molnár Ferenc: Doktor úr... Marosiné
- Barta Lajos: Zsuzsi... Szülike
- Illés Endre: Az idegen... Hollódi Ágnes, válóperes bíró
- Fehér Klára: Nem vagyunk angyalok... Petényiné
- Földes Mihály: Mélyszántás... Bittóné
- Déry Tibor: Bécs, 1934 ... Bulláné
- Egri Viktor: Közös út... Nagyné
- Kállai István: Kötéltánc... Vera, Völgyesi felesége
- Kállai István: Irány Caracas... Lujzi néni
- Czakó Gábor: Gang... Valéria, süket öregasszony
- Huszka Jenő: Mária főhadnagy... Brigitta
- Alekszandr Jevdokimovics Kornyejcsuk: Csillagtárna... Mária Szmeréka
- Alekszandr Afinogenov: A béke szigete... Simpsonné
- Tankred Dorst: Mi lesz veled, emberke?... öregasszony

## Filmek, TV
- Szabóné (1949)
- Budapesti tavasz (1955)
- Négy lány egy udvarban (1964)... Titkárnő
- A sofőr visszatér (1968)